# Azteca instabilis
Azteca instabilis är en myrart som först beskrevs av Smith 1862.  Azteca instabilis ingår i släktet Azteca och familjen myror.

## Underarter
Arten delas in i följande underarter:
- A. i. instabilis
- A. i. major
- A. i. mexicana